# Thalassodes scrutata
Thalassodes scrutata là một loài bướm đêm trong họ Geometridae.